# Stig H. Johansson
Stig Henry Johansson, känd som Stig H. (Johansson), född 26 juli 1945 i Forsa i Hälsingland, är en svensk travtränare och före detta travkusk. Sveriges mest framgångsrika i sporten, och av många ansedd som den – genom tiderna – främste i världen. Med Solvalla som hemmabana har han sedan 1960-talet vunnit ett otal segrar, även utomlands, med travhästar som Queen L, Victory Tilly, Peace Corps, Utah Bulwark, The Onion, Digger Crown, Caddie Dream, Bobtail, Citation och hans senaste stjärna Diamanten.
Han vann sin första seger 1963 och avslutade karriären som travkusk 2005 efter sammanlagt 6 221 (alternativt 6 222) segrar. Johansson har på senare år tagit tre ytterligare segrar i legendloppet Ahlsell Legends på Solvalla.

## Biografi

### Uppväxt
Stig H. Johansson föddes och växte upp i Forsa socken i Hälsingland. Från samma socken kom travfamiljen Nordin, med Sören Nordin som mest framgångsrika kusk. Johansson blev tidigt hästintresserad och fick som tonåring lov att köra böndernas arbetshästar.
Som 15-åring flyttade Stig H. Johansson till Bergsjö, där han fick sin första närmare kontakt med travhästar hos hästägaren Oscar Söderlund. Travengagemanget fortsatte hos tränaren Holger Skoglund på Bergsåker, och därefter hos tränaren Stig Engberg på Hagmyren.

### Debut och genombrott
Det förekommer olika uppgifter om Johanssons första lopp och första seger. Båda skedde dock under sommaren 1963, då han var lärling hos travtränaren Stig Engberg. Möjligen skedde debutloppet den 29 juli på Hagmyren, där han blev sist med hästen Casimir. Då skulle han ha tagit sin första seger på Hagmyrens "Sommarpriset" den 25 augusti, bakom det sexåriga stoet Zabrina. Enligt en annan uppgift skulle han den 29 juli ha befunnit sig på Solvalla och där vunnit sitt första lopp, bakom Ymers Diamant. En tredje uppgift meddelar att han under juli (okänt datum) skulle ha vunnit sitt första lopp på Hagmyren, bakom hästen Zabrina (se ovan).
Sitt genombrott fick Johansson med hästen Segerstorps Comet, som han vann 1970 års upplaga av Svenskt Travderby med. Ekipaget vann till hela 74,36 gånger pengarna.

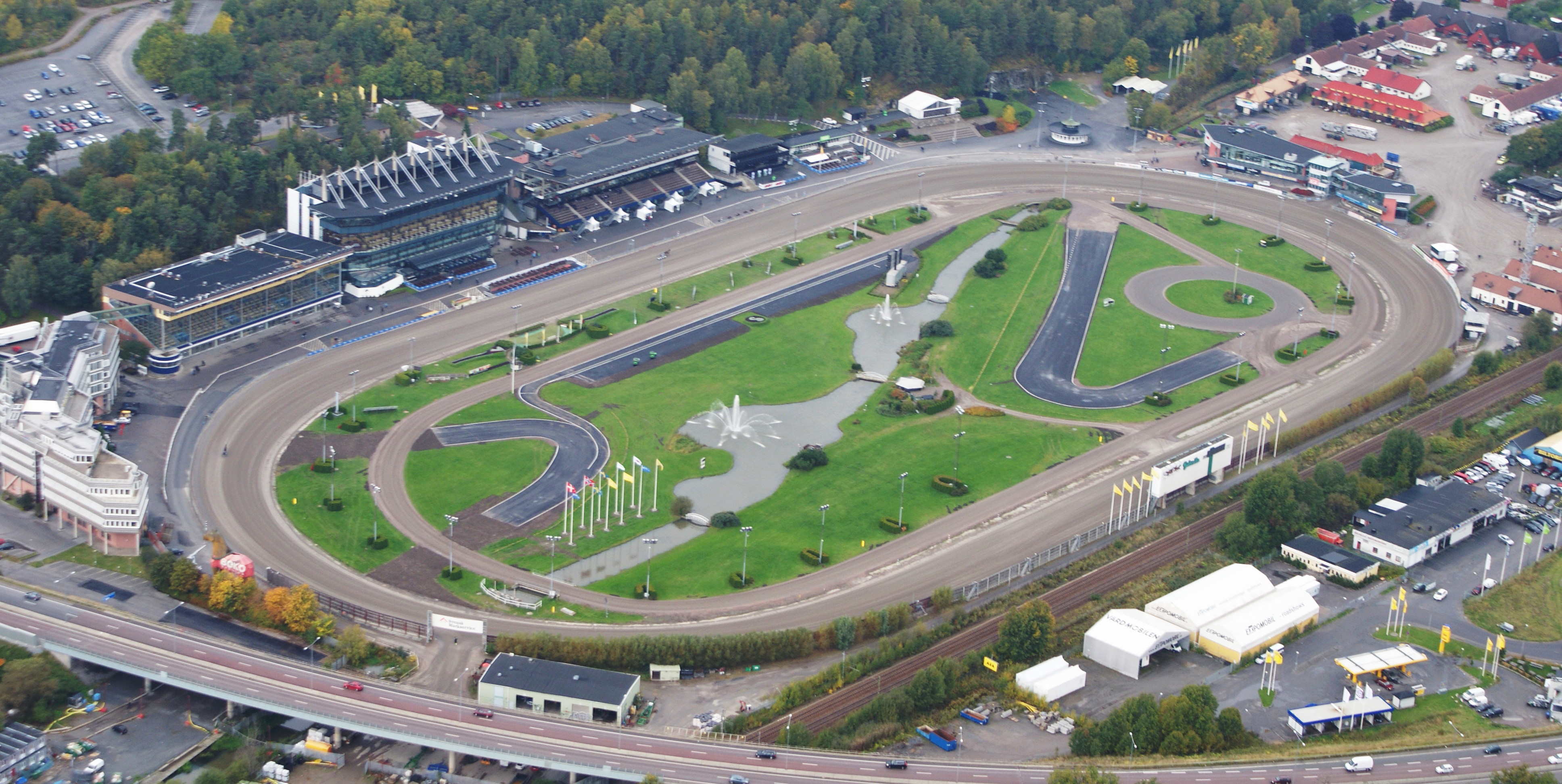
Solvalla var sedan det tidiga 1960-talet Stig H. Johanssons hemmabana.

### Solvalla
Johansson var sedan tidigt 1960-tal verksam vid Solvalla i Stockholm. På Solvalla kom han att vinna totalt 29 kuskchampionat, varar de 27 senaste i rak följd. Dessutom vann han sex gånger Elitloppet, på 24 finaler vid sammanlagt 28 starter. Totalt vann han drygt 10,7 miljoner kronor på alla sina elitloppsstarter.

### Internationella framgångar
På Vincennesbanan i Paris i Frankrike segrade Johansson i 1993 års upplaga av Prix d'Amérique med Queen L. Segern var den första för en svenskfödd häst i detta lopp. Prix d'Amérique är ansett att tillsammans med Elitloppet och Hambletonian Stakes i USA vara de tre största och mest prestigefyllda loppen inom travvärlden.

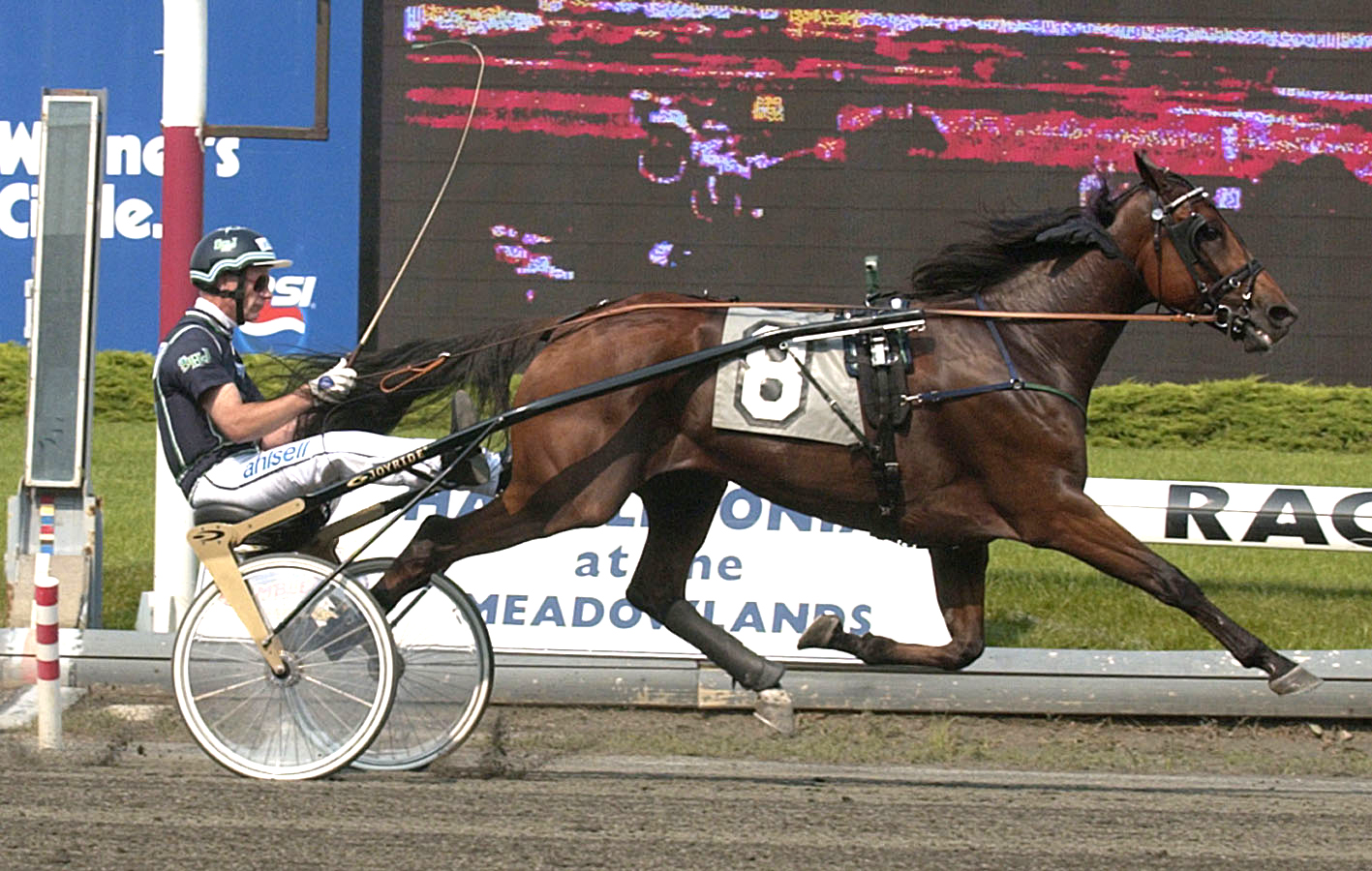
Stig H. Johansson vinner Nat Ray Trot med Victory Tilly, 2002.

Tillsammans med Victory Tilly skrev Johansson travhistoria i augusti 2002. På Meadowlands Racetrack i New Jersey i USA, vann ekipaget loppet Nat Ray Trot med segertiden 1.08,9 över en engelsk mil (1 609) meter. Detta innebar att 1.09-vallen underskreds för första gången inom internationell travsport. Johansson anser själv att Victory Tilly är den bästa häst som han någonsin kört.

### Avslutning och senare år
Den 28 december 2005 meddelade Johansson, mycket överraskande, att han skulle köra sina sista lopp på Solvalla samma kväll. Den kvällen vann han sin 6 221:e (alternativt 6 222:e) seger, med hästen Taylor Boko. Hans allra sista framträdande i tävlingssulkyn skedde med hästen Ymers Diamant, som tog en fjärdeplats i sitt lopp. Året innan hade Johansson tagit sin 6 000:e seger på svensk mark, något endast Olle Goop tidigare hade åstadkommit.
Johansson kom dock att fortsätta sin tränarverksamhet, men har låtit Erik Adielsson vara stallets huvudkusk. Antalet hästar på träningslistan har minskat, och på senare år har han tränat bland annat Diamanten, Maori Time, Scellino Luis och Seedorf O.M.F.
Johansson har på senare år ställt upp i legendloppet Ahlsell Legends på Solvalla, och vunnit loppet åren 2014-2016.

## Övrigt
Johansson delar varje år ut Stig H-stipendiet till två eller fler framtidslöften inom svensk travsport. 2022 instiftades pokalen Stig H. Johanssons pokal, som ges till segrande häst av Elitloppet. Han kommer även vara närvarande vid utdelningen.
Han är svärfar till den förre ishockeyspelaren och -tränaren Charles Berglund.
Den lilla miniatyrhästen Vinnie the Dreamer, som figurerar i ATG:s reklamfilmer bodde fram till 2019 på Johanssons gård Stora Alby.

## Meriter (urval, som kusk)

### Några stora segrar
- Prix d'Amérique – 1993[14]
- Sprintermästaren – fem gånger, 1974–1996[23]
- Svenskt Travderby – sju gånger, 1970–2000[6]
- Svenskt Trav-Kriterium – fem gånger, 1973–1991[6]
- Elitloppet – sex gånger, 1984–2000[6]
- Åby Stora Pris – fem gånger, 1984–2002[6]
- Stochampionatet – sju gånger, 1977–2003[24]
- Gran Premio Lotteria – fyra gånger, 1984–2005[6]
- Allsvensk champion (årets mest segerrika kusk i Sverige) – nio gånger, 1977–1993[6]
- Kuskchampionatet på Solvalla – 29 gånger[8]

### Vinnande hästar i Elitloppet
- 1984 – The Onion
- 1987 – Utah Bulwark
- 1989 – Napoletano
- 1991 – Peace Corps
- 1997 – Gum Ball
- 2000 – Victory Tilly